# Klackenbergia stricta
Klackenbergia stricta là một loài thực vật có hoa trong họ Long đởm. Loài này được (Schinz) Kissling mô tả khoa học đầu tiên năm 2009.